# Floyd Mayweather
Floyd Mayweather Jr. (becenevén Pretty Boy, Money) (Grand Rapids, Michigan, 1977. február 24. –) visszavonult amerikai váltósúlyú profi ökölvívó. Pályafutása során nagypehelysúlyban, könnyűsúlyban, kisváltósúlyban, váltósúlyban és nagyváltósúlyban is világbajnok lett.

## Nagypehelysúlyban
Floyd Mayweather 1996. október 11-én debütált a profik táborában, és a 2. menetben kiütötte Roberto Apodacát. Két évvel profi debütálását követően már a WBC pehelysúlyú világbajnoki címéért mérkőzhetett Genaro Hernandez ellen, aki a 8. menetben feladta az összecsapást, ezzel Mayweather jelenleg minden idők 10. legfiatalabb világbajnoka a maga 21 évével 9 hónapjával és 7 napjával. Címét első alkalommal a súlycsoport egyik legjobbja, Angel Manfredy ellen védte meg, akit a 2. menetben ütött ki.
Harmadik címvédésén legyőzte a ranglista első Justin Juukót is egy 9. menetes TKO-val. Ezt követően lemondott világbajnoki címéről, és még két mérkőzést nyert meg nagypehelysúlyban, majd fellépett könnyűsúlyba.

## Könnyűsúlyban
2000. október 21-én vívta első könnyűsúlyú összecsapását a kategória egyik legjobbja, Emanuel Augustus ellen, akit a 9. menetben ütött ki. Második könnyűsúlyú összecsapásán a súlycsoport legjobbja ellen mérkőzött, a 33 mérkőzésen veretlen Diego Corrales ellen, akit általános meglepetésre több alkalommal padlóra küldött, majd a 10. menetben meg is semmisítette. Ennek a sikernek köszönhetően 2002-ben megmérkőzhetett a WBC könnyűsúly világbajnokával, Jose Luis Castillóval. Mayweather 12 menetben egyhangú pontozással szerezte meg pályafutása második világbajnoki címét. Első címvédésén újfent legyőzte egyhangú pontozással Jose Luis Castillót, majd három éven keresztül védte világbajnoki övét. 2005-ben erről a címről is lemondott, és fellépett váltósúlyba.

## Váltósúlyban
Első váltósúlyú összecsapása Arturo Gatti ellen volt, akit a 6. menetben legyőzött. Ezt követően kiütötte Sharmba Mitchellt, majd megmérkőzhetett a P4P éllovas Zab Judah ellen a WBC és IBF világbajnoki címekért. Mayweather végül egyhangú pontozással megnyerte a váltósúlyú világbajnoki címet is. Első címvédésén egyhangú pontozással verte az argentin Carlos Manuel Baldomirt, majd immáron a világ legjobb bokszolójaként állhatott ki a korábbi P4P elsővel, Oscar De La Hoyával. Mayweather 2007-ben De La Hoya ellen az év mérkőzését produkálta, és az HBO képernyőjén 2 400 000 ember fizetett elő PPV konstrukcióban a mérkőzésre, amivel rekordot döntött. Végül magát a mérkőzést egyhangú pontozással megnyerte.
Ezt követően megmérkőzött a váltósúly másik bajnokával, a veretlen angol Ricky Hatton-nel. Mayweather pályafutása egyik legjobb teljesítményét nyújtotta, és a 10. menetben kiütötte az angolt. A mérkőzést követően részt vett egy pankráció mérkőzésen, ahol komoly sérülést szenvedett, így bejelentette a visszavonulását. Váltósúlyban két évig volt világbajnok, és három alkalommal védte meg címét.

## A visszatérés
A ringbe másfél év múlva, 2009. szeptember 19-én tért vissza a világ egyik legjobbja, Juan Manuel Marquez ellen és legyőzte őt. 2010-ben már a WBA váltósúlyú világbajnoki címéért mérkőzhetett Shane Mosley ellen. Mayweather ezen az összecsapáson volt pályafutása során először megfogva, de túlélte a 2. menetet, és ezt követően egyhangú pontozással újfent elnyerte a váltósúlyú világbajnoki címet.
2011-ben címegyesítő mérkőzést vívott a WBC bajnokkal, Victor Ortizzal, akit a 4. menetben kiütött. 2012-ben megszerezte az IBF övet is Miguel Cotto legyőzésével, és a P4P listák ismét elsőként tartották számon.
2013-ban megvédte a címeit a ranglista első Robert Guerrero ellen, akit egyhangú pontozással vert meg.
2013 szeptemberében egy mérkőzés erejéig felment nagyváltósúlyba, hogy megmérkőzzön a WBA bajnok Canelo Alvarezel, akit 12 menetben pontozással vert, így bekerült a gyűjteményébe a WBC és a WBA nagyváltósúlyú világbajnoki címe is. 2014 május 3-án visszatért váltósúlyba, ahol pontozással legyőzte Marcos Maidanát és a WBC címe mellé begyűjtötte a WBA szuper bajnoki címét is.
2015-ben az évszázad bokszmeccsének volt beharangozva a Manny Pacquiao elleni mérkőzés, azonban ennek ellenére teljesen egyhangú pontozással megszerezte 48.-dik győzelmét. Amir Khan remélte pár hónap után, hogy vele fog ringbe szállni az amerikai és fel is készült ellene, azonban ő Andre Berto-t hívta ki ellenfelének. A győzelem után bejelentette visszavonulását.
2017 júniusában hivatalosan bejelentették a Conor McGregor, ír MMA harcos elleni bokszmérkőzést, mely augusztus 26-án este vette kezdetét. Magyarországon a mérkőzés helyi idő szerint augusztus 27-én hajnali 2-kor közvetítette élőben a Sport1.

## Profi eredményei
- WBC világbajnok, nagypehelysúly 1998–1999
- WBC világbajnok, könnyűsúly 2002–2005
- WBC világbajnok, kisváltósúly 2005-2006
- WBC világbajnok, váltósúly 2006–2008
- WBC világbajnok, nagyváltósúly 2007
- IBF világbajnok, váltósúly 2006
- WBA világbajnok, váltósúly 2010-
- WBC világbajnok, váltósúly 2011–
- WBA világbajnok, nagyváltósúly 2012–
- WBC világbajnok, nagyváltósúly 2013-

| 50 Győzelem (27 kiütéses), 0 Vereség, 0 Döntetlen |              |                     |         |              |                      |                                                         |
| Eredmény                                          | Teljesítmény | Ellenfél            | Típus   | Menet        | Nap                  | Hely                                                    |
| Győzelem                                          | 50-0-0       | Conor McGregor      | TKO     | 10 (12) 1:05 | 2017. augusztus 26.  | T-Mobile Arena, Paradise, Nevada                        |
| Győzelem                                          | 49-0-0       | Andre Berto         | PONT    | 12           | 2015. szeptember 12. | MGM Grand Garden Arena, Paradise, Nevada                |
| Győzelem                                          | 48-0-0       | Manny Pacquiao      | PONT    | 12           | 2015. május 2.       | MGM Grand Garden Arena, Paradise, Nevada                |
| Győzelem                                          | 47-0-0       | Marcos Maidana      | PONT    | 12           | 2014. szeptember 13. | MGM Grand Garden Arena, Paradise, Nevada                |
| Győzelem                                          | 46-0-0       | Marcos Maidana      | PONT    | 12           | 2014. május 3.       | MGM Grand Garden Arena, Paradise, Nevada                |
| Győzelem                                          | 45-0-0       | Canelo Álvarez      | PONT    | 12           | 2013. szeptember 14. | MGM Grand Garden Arena, Paradise, Nevada                |
| Győzelem                                          | 44-0-0       | Robert Guerrero     | PONT    | 12           | 2013. május 4.       | MGM Grand Garden Arena, Paradise, Nevada                |
| Győzelem                                          | 43-0-0       | Miguel Cotto        | PONT    | 12           | 2012. május 5.       | MGM Grand Garden Arena, Paradise, Nevada                |
| Győzelem                                          | 42-0-0       | Victor Ortiz        | KO      | 4 (12) 2:59  | 2011. szeptember 17. | MGM Grand Garden Arena, Paradise, Nevada                |
| Győzelem                                          | 41-0-0       | Shane Mosley        | PONT    | 12           | 2010. május 1.       | MGM Grand Garden Arena, Paradise, Nevada                |
| Győzelem                                          | 40-0-0       | Juan Manuel Márquez | PONT    | 12           | 2009. szeptember 19. | MGM Grand Garden Arena, Paradise, Nevada                |
| Győzelem                                          | 39-0-0       | Ricky Hatton        | TKO     | 10 (12) 1:35 | 2007. december 8.    | MGM Grand Garden Arena, Paradise, Nevada                |
| Győzelem                                          | 38-0-0       | Oscar De La Hoya    | PONT    | 12           | 2007. május 5.       | MGM Grand Garden Arena, Paradise, Nevada                |
| Győzelem                                          | 37-0-0       | Carlos Baldomir     | PONT    | 12           | 2006. november 4.    | Mandalay Bay Events Center, Paradise, Nevada            |
| Győzelem                                          | 36-0-0       | Zab Judah           | PONT    | 12           | 2006. április 8.     | Thomas & Mack Center, Paradise, Nevada                  |
| Győzelem                                          | 35-0-0       | Sharmba Mitchell    | TKO     | 6 (12) 2:06  | 2005. november 19.   | Rose Garden, Portland, Oregon                           |
| Győzelem                                          | 34-0-0       | Arturo Gatti        | FELADTA | 6 (12) 3:00  | 2005. június 25.     | Boardwalk Hall, Atlantic City, New Jersey               |
| Győzelem                                          | 33-0-0       | Henry Bruseles      | TKO     | 8 (12) 2:55  | 2005. január 22.     | American Airlines Arena, Miami, Florida                 |
| Győzelem                                          | 32-0-0       | DeMarcus Corley     | PONT    | 12           | 2004. május 22.      | Boardwalk Hall, Atlantic City, New Jersey               |
| Győzelem                                          | 31-0-0       | Phillip N'dou       | TKO     | 7 (12) 1:08  | 2003. november 1.    | Van Andel Arena, Grand Rapids, Michigan                 |
| Győzelem                                          | 30-0-0       | Victoriano Sosa     | PONT    | 12           | 2003. április 19.    | Selland Arena, Fresno, California                       |
| Győzelem                                          | 29-0-0       | José Luis Castillo  | PONT    | 12           | 2002. december 7.    | Mandalay Bay Events Center, Paradise, Nevada            |
| Győzelem                                          | 28-0-0       | José Luis Castillo  | PONT    | 12           | 2002. április 20.    | MGM Grand Garden Arena, Paradise, Nevada                |
| Győzelem                                          | 27-0-0       | Jesús Chávez        | FELADTA | 9 (12) 3:00  | 2001. november 10.   | Bill Graham Civic Auditorium, San Francisco, California |
| Győzelem                                          | 26-0-0       | Carlos Hernández    | PONT    | 12           | 2001. május 26.      | Van Andel Arena, Grand Rapids, Michigan                 |
| Győzelem                                          | 25-0-0       | Diego Corrales      | TKO     | 10 (12) 2:19 | 2001. január 20.     | MGM Grand Garden Arena, Paradise, Nevada                |
| Győzelem                                          | 24-0-0       | Emanuel Augustus    | TKO     | 9 (10) 1:06  | 2000. október 21.    | Cobo Hall, Detroit, Michigan                            |
| Győzelem                                          | 23-0-0       | Gregorio Vargas     | PONT    | 12           | 2000. március 18.    | MGM Grand Garden Arena, Paradise, Nevada                |
| Győzelem                                          | 22-0-0       | Carlos Gerena       | FELADTA | 7 (12) 3:00  | 1999. szeptember 11. | Mandalay Bay Events Center, Paradise, Nevada            |
| Győzelem                                          | 21-0-0       | Justin Juuko        | KO      | 9 (12) 1:20  | 1999. május 22.      | Mandalay Bay Events Center, Paradise, Nevada            |
| Győzelem                                          | 20-0-0       | Carlos Rios         | PONT    | 12           | 1999. február 17.    | Van Andel Arena, Grand Rapids, Michigan                 |
| Győzelem                                          | 19-0-0       | Angel Manfredy      | TKO     | 2 (12) 2:47  | 1998. december 19.   | Miccosukee Resort and Gaming, Miami, Florida            |
| Győzelem                                          | 18-0-0       | Genaro Hernández    | FELADTA | 8 (12) 3:00  | 1998. október 3.     | Las Vegas Hilton, Winchester, Nevada                    |
| Győzelem                                          | 17-0-0       | Tony Pep            | PONT    | 10           | 1998. június 14.     | Etess Arena, Atlantic City, New Jersey                  |
| Győzelem                                          | 16-0-0       | Gustavo Cuello      | PONT    | 10           | 1998. április 18.    | Grand Olympic Auditorium, Los Angeles, California       |
| Győzelem                                          | 15-0-0       | Miguel Melo         | TKO     | 3 (10) 2:30  | 1998. március 23.    | Foxwoods Resort Casino, Ledyard, Connecticut            |
| Győzelem                                          | 14-0-0       | Sam Girard          | KO      | 2 (10) 2:47  | 1998. február 28.    | Bally's, Atlantic City, New Jersey                      |
| Győzelem                                          | 13-0-0       | Hector Arroyo       | TKO     | 5 (10) 1:21  | 1998. január 9.      | Grand Casino, Biloxi, Mississippi                       |
| Győzelem                                          | 12-0-0       | Angelo Nuñez        | TKO     | 3 (8)        | 1997. november 20.   | Grand Olympic Auditorium, Los Angeles, California       |
| Győzelem                                          | 11-0-0       | Felipe Garcia       | KO      | 6 (8) 2:56   | 1997. október 14.    | Qwest Arena, Boise, Idaho                               |
| Győzelem                                          | 10-0-0       | Louie Leija         | TKO     | 2 (10) 2:33  | 1997. szeptember 6.  | County Coliseum, El Paso, Texas                         |
| Győzelem                                          | 9-0-0        | Jesús Chávez        | TKO     | 5 (6) 2:02)  | 1997. július 12.     | Grand Casino, Biloxi, Mississippi                       |
| Győzelem                                          | 8-0-0        | Larry O'Shields     | PONT    | 6            | 1997. június 14.     | Alamodome, San Antonio, Texas                           |
| Győzelem                                          | 7-0-0        | Tony Duran          | TKO     | 1 (6) 1:12   | 1997. május 9.       | The Orleans, Paradise, Nevada                           |
| Győzelem                                          | 6-0-0        | Bobby Giepert       | TKO     | 1 (6) 1:30   | 1997. április 12.    | Thomas & Mack Center, Paradise, Nevada                  |
| Győzelem                                          | 5-0-0        | Kino Rodriguez      | TKO     | 1 (6) 1:44   | 1997. március 12.    | DeltaPlex Arena, Walker, Michigan                       |
| Győzelem                                          | 4-0-0        | Edgar Ayala         | TKO     | 2 (4) 1:39   | 1997. február 1.     | Swiss Park Hall, Chula Vista, California                |
| Győzelem                                          | 3-0-0        | Jerry Cooper        | TKO     | 1 (4) 1:39   | 1997. január 18.     | Thomas & Mack Center, Paradise, Nevada                  |
| Győzelem                                          | 2-0-0        | Reggie Sanders      | PONT    | 4            | 1996. november 30.   | Tingley Coliseum, Albuquerque, New Mexico               |
| Győzelem                                          | 1-0-0        | Roberto Apodaca     | TKO     | 2 (4) 0:37   | 1996. október 11.    | Texas Station, North Las Vegas, Nevada                  |

## Eredmények visszavonulása után
| # | Eredmény | Teljesítmény | Ellenfél         | Típus | Menet       | Dátum                | Életkor        | Helyszín                                                     | Jegyzetek             |
| - | -------- | ------------ | ---------------- | ----- | ----------- | -------------------- | -------------- | ------------------------------------------------------------ | --------------------- |
| 5 | N/A      | 2–0 (2)      | Deji Olatunji    | N/A   | (6) 8       | 2022. november 13.   | 45 év, 262 nap | Coca Cola Aréna, Dubaj, Egyesült Arab Emírségek              | Mérkőzés nem pontozva |
| 4 | Győzelem | 2–0 (2)      | Mikuru Aszakura  | TKO   | 2 (3), 3:00 | 2022. szeptember 25. | 45 év, 213 nap | Saitama Super Arena, Szaitama, Japán                         |                       |
| 3 | N/A      | 1–0 (2)      | Don Moore        | N/A   | 8           | 2022. május 21.      | 45 év, 86 nap  | Etihad Arena, Yas-sziget, Abu-Dzabi, Egyesült Arab Emírségek | Mérkőzés nem pontozva |
| 2 | N/A      | 1–0 (1)      | Logan Paul       | N/A   | 8           | 2021. június 6.      | 44 év, 102 nap | Hard Rock Stadion, Miami, Egyesült Államok                   | Mérkőzés nem pontozva |
| 1 | Győzelem | 1–0          | Tensin Naszukava | TKO   | 1 (3), 2:20 | 2018. december 31.   | 41 év, 310 nap | Saitama Super Arena, Szaitama, Japán                         |                       |